# Samson Ramadhani
Samson Ramadhani (né le 25 décembre 1982 à Singida) est un athlète tanzanien, spécialiste des courses de fond.

## Biographie
Il remporte l'épreuve du marathon lors des Jeux du Commonwealth de 2002, à Melbourne.
Il se classe 5e des championnats du monde 2005, 15e des championnats du monde 2003, et 25e des championnats du monde 2007. Il participe par ailleurs aux marathons des Jeux olympiques en 2004, 2008 et 2012.
Il remporte le Marathon Beppu-Ōita en 2003 et le Marathon du lac Biwa en 2007.

## Palmarès
| Date | Compétition           | Lieu      | Résultat | Épreuve  | Marque          |
| ---- | --------------------- | --------- | -------- | -------- | --------------- |
| 2003 | Championnats du monde | Paris     | 15e      | Marathon | 2 h 11 min 21 s |
| 2004 | Jeux olympiques       | Athènes   | 40e      | Marathon | 2 h 20 min 38 s |
| 2005 | Championnats du monde | Helsinki  | 5e       | Marathon | 2 h 12 min 08 s |
| 2006 | Jeux du Commonwealth  | Melbourne | 1er      | Marathon | 2 h 11 min 29 s |
| 2007 | Championnats du monde | Osaka     | 25e      | Marathon | 2 h 25 min 51 s |
| 2008 | Jeux olympiques       | Pékin     | 55e      | Marathon | 2 h 25 min 03 s |
| 2012 | Jeux olympiques       | Londres   | 66e      | Marathon | 2 h 24 min 53 s |

## Records
| Épreuve  | Performance   | Lieu    | Date          |
| -------- | ------------- | ------- | ------------- |
| Marathon | 2 h 8 min 1 s | Londres | 13 avril 2003 |